# 四日市の女
『四日市の女』は、青山こうじが1975年にリリースしたシングルである。発売元はRVC。

## 解説
- EP:JRT-1429
- タイトルの「四日市」は、三重県四日市市を指すものと思われる。
- 歌詞で登場する地名・名称

四日市、西新地、鈴鹿、諏訪栄、三滝川

## 収録曲
1. 四日市の女(3分33秒)
  - 作詞:二田広満・(補)岩城健治／作曲:水上雅夫／編曲:竹村次郎
2. 泣かされました(3分20秒)
  - 作詞:岩城健治／作曲:水上雅夫／編曲:竹村次郎